# Michele Nappi
Michele Nappi (San Gennaro Vesuviano, 1951. augusztus 30. –) olasz labdarúgó, hátvéd.

## Pályafutása
1969–70-ben a Juve Stabia, 1970 és 1973 között a Palmese, 1973–74-ben a Sorrento, 1974 és 1982 között a Perugia, 1982 és 1984 között az AS Roma labdarúgója volt. 1984–85-ben a Perugia csapatában fejezte be az aktív játékot. Az AS Roma együttesével egy-egy olasz bajnoki címet és kupagyőzelmet ért el. Tagja volt az 1983–84-es idényben BEK-döntős együttesnek.

## Sikerei, díjai
Perugia
- Olasz bajnokság – másodosztály (Serie B)
  - bajnok: 1974–75

 AS Roma
- Olasz bajnokság (Serie A)
  - bajnok: 1982–83
- Olasz kupa (Coppa mItalia)
  - győztes: 1984
- Bajnokcsapatok Európa-kupája (BEK)
  - döntős: 1983–84